# Jodál Gábor
Jodál Gábor (Székelyudvarhely, 1913. április 12. – Kolozsvár, 1989. december 6.) romániai magyar zeneszerző, Jodál Endre apja.

## Életpályája
Szülővárosában a Római Katolikus Főgimnáziumban érettségizett (1930), Kolozsvárt szerzett jogi doktorátust (1937), majd Budapesten Kodály Zoltán és Siklós Albert tanítványa a Liszt Ferenc Zeneművészeti Főiskolán. 1942 óta Kolozsváron élt. Színházi, majd főiskolai korrepetitor, 1948-tól a Magyar Művészeti Intézet, 1950-től a Gheorghe Dima Zenekonzervatórium tanára. Nyugalomba vonult 1977-ben.

## Munkássága
Kamaraműveit választékos, jobbára posztimpresszionista harmónia- és színkezelés jellemzi, zenekari művei (Meseország kapujában, 1952; Szimfonietta, 1957; Divertimento, 1964) a Kodály-iskola nemzeti színezetű neoklasszicizmusát folytatják. Jelentős dal- és kórusszerző, alkotásai: Kilenc háromszólamú női kar és Hét dal Áprily Lajos verseire (1947–49), gyermekkarok Jancsik Pál, Kányádi Sándor, Kiss Jenő, Lászlóffy Aladár, Létay Lajos, Tamás Mária, Veress Zoltán és más romániai magyar költők verseire, vegyeskarok Anavi Ádám, József Attila, Márki Zoltán, Petőfi, Tompa László és mások verseire (195061), Öt dal József Attila verseire (1964), ókínai és kortárs román költők verseinek számos megzenésítése.
Néhány cikkét A Hét, Igaz Szó, Utunk közölte. Vegyeskaraiból önálló kötetet adott ki a bukaresti Zenei Kiadó (1962), Szimfonietta című zenekari művét lemezre vette az Electrecord (1976), több kisebb műve jelent meg a Napsugár és a Művelődés hasábjain, valamint dal- és kórusgyűjteményekben.